# Санников, Сергей Иванович
Сергей Иванович Санников  (11 апреля 1838 — 26 марта 1920, Константинополь) — русский военачальник, генерал от кавалерии (1901), участник Русско-турецкой войны 1877—1878 годов. 

## Биография
Родился в 1838 году. Окончил Первый московский кадетский корпус, откуда был выпущен в 1856 году прапорщиком. Поручик (1861), штабс-ротмистр (1862). Участвовал в подавлении Польского восстания 1863—1864 годов. 
В 1871 году произведён в полковники. В 1875 году стал командиром Изюмского гусарского полка. Во главе полка принимал участие в Русско-турецкой войне 1877—1878 годов. При временном преобразовании полка из гусарского в драгунский (1882) сохранил командование.
В 1883 году был произведён в генерал-майоры и назначен командиром 1-й бригады 7-й кавалерийской дивизии. С 1888 года — командир 2-й бригады 10-й кавалерийской дивизии. 
В 1895 был произведён в генерал-лейтенанты и назначен начальником 11-й кавалерийской дивизии. В 1901 году был уволен в отставку с производством в генералы от кавалерии.
Генерал от кавалерии Санников имел четверых детей, из которых Александр и Николай были генерал-лейтенантами и служили в Белой армии генерала Деникина. Вместе с сыновьями престарелый генерал Санников эвакуировался из Новороссийска в Константинополь. Скончался в том же 1920 году в Константинополе в поезде шедшем в Софию, столицу Болгарии. Похоронен в Софии на Центральном кладбище.